# Pappenheim
Pappenheim è una città tedesca di 3 951 abitanti, situata nel Land della Baviera.

## Geografia fisica
Il suo territorio è bagnato dal fiume Altmühl.